# Rudolf Beyer
Rudolf Beyer ( 14 de enero de 1852 - 17 de diciembre de 1932) fue un botánico, y explorador alemán. Realizó extensas expediciones botánicas a Suiza, Italia, Alemania. Llegó a profesor honorario de botánica.

## Algunas publicaciones

### Libros
- rudolf Beyer. 1891. Beitrage Zur Flora Der Thaler Grisanche Und Rhemes in Den Grajischen Alpen. Edición reimpresa, 2010, de Kessinger Publ. 32 pp. ISBN 1-162-28226-6

- La abreviatura «Beyer» se emplea para indicar a Rudolf Beyer como autoridad en la descripción y clasificación científica de los vegetales.[3]